# SICEP
El Sindicat de la Indústria del Calçat d'Elda i Petrer, conegut amb l'acrònim SICEP, va ser una societat limitada creada el 18 d'agost de 1936 per un nombrós grup d'industrials de fabricació de calçat dels pobles valencians d'Elda i Petrer, amb l'objectiu de mantindre les fàbriques obertes i en producció durant el temps que durara la Guerra Civil Espanyola (1936-1939), emmagatzemar les sabates fabricades i vendre-les després de la contesa.

## Elda i la indústria del calçat
En la primera part del segle xix, la ciutat d'Elda, després de l'abandonament de les seues hortes arran de la salinització de les aigües que la regaven, iniciava una nova activitat que consistiria en la creació i desenvolupament de la fabricació del calçat. El creixement de l'activitat sabatera va ser imparable, fins al punt que a la fi del segle xix, Elda ja era una ciutat eminentment industrial, amb fàbriques de calçat que superaven els cinc-cents treballadors i produïen més de mil parells de sabates per dia, i la majoria d'empreses grans produïen calçats de tot tipus. Fins a la Guerra Civil Espanyola, l'activitat sabatera creixeria i amb ella el nombre d'empreses, ja que la contesa va paralitzar el treball a les fàbriques i les vendes. Per aquest motiu, va sorgir una cooperativa d'indústries anomenada SICEP que va arribar a donar treball, en temps de guerra, a dotze mil persones de forma directa i van poder abastar a més de trenta mil persones.

## Creació
Des de maig de 1936, les vagues en el sector sabater estaven deixant exhausta tota l'activitat del sector. Amb l'esclat de la guerra civil es va produir una paralització del treball en les indústries, unes empreses, per la confiscació per part dels obrers, i d'altres, per l'abandonament dels empresaris mateixos. Les càrregues imposades pels sindicats a les empreses tancades eren insuportables per a quasi tots i davant una situació de tal gravetat, els bancs i industrials van requerir els serveis professionals de Tomás Guarinos Maestre, procurador dels tribunals, a qui van encarregar, amb l'assistència del president de l'Associació de fabricants de calçat d'Elda i Petrer, la posada en marxa d'un sindicat empresarial que, amb préstecs dels bancs presents, van poder continuar la fabricació de calçats en les empreses que ho desitjaren i que no hagueren sigut confiscades. Les sabates fabricades durant la guerra, tractarien de ser venudes a les zones que no estigueren ocupades per les forces anomenades "nacionals" (les poblacions de la província d'Alacant seguien sota la República), i en cas de no poder-les vendre, es guardarien en magatzems per comercialitzar-les després de la fi de la contesa, i amb el producte de les vendes, pagar els crèdits més els interessos.
La societat SICEP es va constituir legalment el 18 d'agost de 1936. El sindicat empresarial tindria dues finalitats concretes: d'una banda, evitar el dispendi que suposava per a les empreses pagar salaris sense produir, que en aquells anys sumaven més de 200.000 pessetes setmanals, i d'altra, frenar la confiscació de fàbriques que es produïen per part dels sindicats de treballadors, de manera que es va cedir una part dels beneficis als obrers i es va acceptar el control de representants dels empresaris i dels treballadors.

## Liquidació
El 1939, finalitzada la guerra civil, la denominació social ja havia canviat a "SICEP Societat Limitada en liquidació". Es va substituir el Consell d'Administració i es van entaular negociacions amb les autoritats del règim, que van exigir que els foren cedits tots els valors de SICEP. Per part de les autoritats locals, es proposaria que cada fabricant integrat en SICEP situara els seus actius a data de 1935, més els guanys que hagueren obtingut fins a la fi de 1939. La resta de beneficis per actius, inclòs el producte de la venda de les sabates emmagatzemades, quedarien en poder del nou règim que els destinaria a les finalitats que consideraren convenients i que redundaren en benefici de l'interès general. El nou ens nascut d'aquesta situació jurídica s'anomenaria "Comissió Reguladora de Valors d'Elda".

## COICS
Amb l'acrònim "COICS" va sorgir la "cooperativa Obrera de la Indústria del Calçat i Similars" a la fi de 1937, que popularment va ser coneguda com "La Cooperativa" i que estava creada i dirigida majoritàriament per obrers dels sindicats CNT i FAI i, emparant-se en el decret de 2 d'agost de 1936 del Ministeri d'Indústria, es van confiscar de les quatre majors fàbriques de calçat que tenia SICEP, també la major part de les fàbriques de Petrer, entre les quals es trobava la de major producció i treballadors, "Calçats LUVI". Això produiria un debilitament en el grup de SICEP que, no obstant això, va mantenir la seua independència fins a la seua dissolució, encara que havia de retre comptes a la Cooperativa, que intentaria apoderar-se de SICEP sense aconseguir-ho.
Ambdues societats van donar beneficis i van pagar els seus crèdits pendents. A més, van dissoldre's després de la contesa civil i van lliurar els seus actius al nou règim.